# Baireova věta o kategoriích
Baireova věta o kategoriích je matematická věta, kterou v roce 1897 dokázal William Fogg Osgood pro množinu reálných čísel a roku 1899 znění rozšířil pro Euklediovské prostory René-Louis Baire, po kterém věta nese název.

## Znění
Nechť {\displaystyle P} je množina první kategorie v {\displaystyle \mathbb {R} } a {\displaystyle I\subset \mathbb {R} } je interval. Pak {\displaystyle I\setminus P\neq \emptyset }.